# Пять углов (Санкт-Петербург)
Пять углов — неофициальное название перекрёстка в Санкт-Петербурге, образованного пересечением Загородного проспекта с улицами Разъезжей, Рубинштейна и Ломоносова. Перекрёсток существует с 1760-х годов.

## Описание
Архитектурной доминантой перекрёстка, ставшей одним из знаковых символов города, является доходный дом с башенкой (на илл.), расположенный на углу Загородного проспекта и улицы Рубинштейна (Загородный проспект, 11/40). Дом построен в 1913—1914 годах в стиле неоклассицизма по проекту архитектора А. Л. Лишневского. В этом доме жили Л. К. Чуковская (с 1930 до 1941 года) и М. П. Бронштейн (с 1931 до 1938 года), у которых часто бывала А. А. Ахматова. С 2007 года оба этажа башенки для своей мастерской арендует художник Сергей Семкин.
Напротив него (Загородный проспект, 18) расположен дом В. П. Капниста (построен в 1790-х гг.).
В дом на углу Загородного проспекта и Гнеушева переулка (ул. Ломоносова) (Загородный проспект, 13/15) было в 1800 году переведено Коммерческое училище. Это было первое в России торговое учебное заведение для купеческих детей. Оно было основано в Москве П. А. Демидовым в 1782 году при воспитательном доме и переведено в Санкт-Петербург по инициативе императрицы Марии Фёдоровны и в 1871 году переехало от Пяти углов на один из соседних участков, после чего дом стал доходным.

## Упоминания в культуре
Перекрёсток упомянут в романах Достоевского "Идиот" и "Преступление и наказание" и романе Пастернака «Доктор Живаго». Пять углов упоминаются в ряде музыкальных произведений. Среди них:
- Песня Владимира Высоцкого «Голосок из Ленинграда» (1967) («В Ленинграде-городе, у Пяти углов…»)
- Песня «Ветер вырывает из рук последние деньги» группы Чиж & Co
- Песня «Трасса Е-95»[4] группы «Алиса»
- Сингл «Я — молодец» группы «Звери»
- Трек петербургского рэп-исполнителя Гарри Топора «Поребрик»
- Песня в исполнении Игоря Скляра «Пять углов» (А. Медведев — О. Клименкова).

А также:
- Фотоателье «У Пяти углов», существовавшее в 1870—1880-х годах по адресу: Разъезжая улица, дом 11/1.

В Санкт-Петербурге существует музыкальная группа «Пять углов», исполняющая музыку в стиле хардкор, и подростковая газета «Пять углов» — правопреемница основанной в 1924 году газеты «Ленинские искры».